# Жданов Дмитро Миколайович
Дмитро Миколайович Жданов (нар. 16 липня 1996) — український футболіст, півзахисник клубу «Денгофф» (Денихівка).

## Життєпис
Вихованець алчевської «Сталі». У 2012 році перебрався до молодіжної академії «Шахтаря», але вже наступного року повернувся у «Сталь». У футболці алчевського клубу дебютував 2 серпня 2014 року в програному (1:4) виїзному поєдинку 2-го туру Першої ліги проти київського «Динамо-2». Дмитро вийшов на поле на 87-й хвилині, замінивши Андрія Скарлоша. У складі «Сталі» зіграв 7 матчів у Першій лізі України.
У лютому 2015 року перейшов до «Зорі». Виступав за юніорську (U-19) команду луганців, у футболці якої провів 11 поєдинків. Тричі потрапляв до заявки «Зорі» на матчі Прем'єр-ліги, але в учих випадках залишався на лаві для запасних.
Наприкінці квітня 2016 року підписав контракт з «Авангардом». У футболці краматорського клубу дебютував 30 квітня 2016 року в нічийному (0:0) домашньому поєдинку 24-го туру Першої ліги проти харківського «Геліоса». Жданов вийшов на поле на 67-й хвилині, замінивши Микиту Карася. Дебютним голом у професіональному футболі відзначився 6 травня 2016 року на 51-й хвилині програного (2:3) виїзного поєдинку 25-го туру Першої ліги України проти «Сум». Дмитро вийшов на поле на 46-й хвилині, замінивши Максима Вороб'я. У весняній частині сезону 2015/16 років зіграв 6 матчів, в яких відзначився 1 голом. На початку червня 2016 року керівництво «Авангарду» розірвало контракт з Дмитром.
У січні 2017 року разом ще з 2-ма українцями підписав контракт з мальдівським «Клаб Грін Стрітс». У новій команді дебютував 25 лютого 2017 року в поєдинку проти «Вікторі Спортс Клаб».
У 2018 році виїхав в окуповану Росією частину Луганської області, де виступав за фейкові «клуби» ДЮФШ (Алчевськ, 2018) та «Гірник» (Ровеньки, 2018—2019).
15 серпня 2022 року був заявлений за аматорський клуб «Денгофф» (Денихівка), який виступає в Чемпіонаті Київської області.